# Eloeophila punctulata
Eloeophila punctulata là một loài ruồi trong họ Limoniidae. Chúng phân bố ở miền Cổ bắc.